# Dicranomyia ponojensis
Dicranomyia ponojensis är en tvåvingeart som beskrevs av Lundstrom 1912. Dicranomyia ponojensis ingår i släktet Dicranomyia och familjen småharkrankar. Arten är reproducerande i Sverige. Inga underarter finns listade i Catalogue of Life.